# Aeffe
Aeffe S.p.A. — итальянское акционерное общество, основанное в 1988 году Массимо и Альбертой Ферретти. Специализируется на создании, производстве и распространении на международный рынок предметов роскоши, готовой одежды, обуви и изделий из кожи, нижнего белья и пляжной одежды модных домов Alberta Ferretti, Moschino, Philosophy di Lorenzo Serafini и Pollini.

## История
Aeffe S.p.A. была основана в 1980 году владелицей собственного модного бренда Альбертой Ферретти и её братом Массимо. В 1983 году к группе присоединяется бренд Moschino, а в 1984 — созданная Альбертой Ферретти новая компания по производству молодёжной одежды Philosophy di Lorenzo Serafini.
В 1994 году группа открывает офис в Милане, а в 1996 — в Нью-Йорке.
Обувной бренд Pollini стал частью Aeffe S.p.A. в 2000 году.
В 2020 году Aeffe S.p.A. объявила о подписании многолетнего соглашения с инфлюенсером Кьярой Ферраньи для выпуска нижнего белья и пляжной одежды под маркой Chiara Ferragni в рамках бренда Velmar.
С сезона весна/лето 2024 компания объявила о присоединении к международному стандарту Fur Free Retailer и полному отказу от закупки натурального меха.

## Бренды
Среди брендов в составе Aeffe S.p.A. модные дома Alberta Ferretti, Moschino, Philosophy di Lorenzo Serafini и обувной бренд Pollini.
До 2012 года компания занималась выпуском коллекций Gaultier.
По лицензии работает над коллекциями для Cédric Charlier, Jeremy Scott и Blugirl Folies. С 1998 по 2007 год производились коллекции для Narciso Rodriguez.
В 2001 году приобрела 75 % акций бренда нижнего белья и пляжной одежды Velmar, а в 2010 выкупила остальную долю в компании. В 2022 году было объявлено о присоединении Velmar к группе в рамках реорганизации бизнеса.
Полный пакет акций Moschino Aeffe S.p.A. выкупила в 2021 году.

## Награды
Aeffe S.p.A. за годы работы завоевала широкое признание и можество наград. Среди них престижная международная премия Condé Nast International Design Award в номинации «Лучшая женская одежда ready to porte» для бренда Alberta Ferretti в 1999 году, награда Gucci Group Award в номинации «Лучшая продуктовая стратегия» в 2001 году, World Fashion Luxury Awards в номинации «Легенда моды» для самой Альберты Ферретти в 2012 году.

## Доходы
В 2006 году консолидированная прибыль составила 275 млн евро. Товары продавались в 87 странах мира и распространялись в 150 монобрендовых и около 6500 мультибрендовых магазинов. 24 июля 2007 года Aeffe S.p.A. дебютировала на миланской фондовой бирже «Piazza Affari».
В 2015 году чистая прибыль Aeffe составила 1,5 млн евро, выручка составила 268,8 млн евро.
В 2020 году объединение было перечислено среди крупнейших компаний в сфере моды по объёму выручки (276 млн евро) в рейтинге FashionUnited.
В 2023 году выручка составила 319 млн евро со снижением на 9,5 % относительно результатов годом ранее и падением продаж в странах Европы и Америки, но ростом в Азии.

## Собственники и руководство
Президент: Массимо Ферретти
Вице-президент: Альберта Ферретти
Генеральный и исполнительный директор: Симоне Бадиоли